# 746
Évszázadok: 7. század – 8. század – 9. század
Évtizedek: 690-es évek – 700-as évek – 710-es évek – 720-as évek – 730-as évek – 740-es évek – 750-es évek – 760-as évek – 770-es évek – 780-as évek – 790-es évek
Évek: 741 – 742 – 743 – 744 –  745 – 746 – 747 – 748 – 749 – 750 – 751

## Események

### Bizánci Birodalom
- V. Kónsztantinosz császár kihasználja az Omajjád Kalifátus válságát és elfoglalja a határvidéken Germanikeia városát. A helyi keresztények egy részét a biztonságosabb Trákiába telepíti át.
- Pestis tör ki Kis-Ázsiában és átterjed Szíriára, a Balkánra és Itáliára. A járvány ebben és a következő évben kb. 200 ezer áldozatot szed. A császár emiatt nem tér vissza Konstantinápolyba, a járvány végét Bithüniában várja ki.
- A bizánci flotta beszorítja az egyiptomi arab hajóhadat a ciprusi Kermaia kikötőjébe, ahol szinte valamennyi hajóját elsüllyeszti.

### Európa
- Karlmann frank majordomus Cannstattba hívatja az alemann nemességet, ahol a 742-es lázadásuk miatt valamennyiüket - több ezer embert - lemészároltatja. Alemannia elveszíti autonómiáját, ezentúl frank grófok kormányozzák.
- Meghal Saelred essexi király. Utóda Swithred.

### Omajjád Kalifátus
- II. Marván kalifa Szíriában megostromolja és elfoglalja a lázadó Homsz városát. Ezután Niszibiszhez vonul, amelyet az Irakot megszállva tartó háridzsita felkelők tartanak ostrom alatt. Szétveri a seregüket és megöli a vezetőjüket, Al-Dahhák ibn Kajsz al-Sajbánít; a háridzsita lázadás ezzel gyakorlatilag véget ér. Marván a további felkelések elkerülésére leromboltatja a nagyobb városok - köztük Damaszkusz, Homsz és talán Jeruzsálem - falait.
- Horászánban al-Hárit ibn Szurajdzs hadvezér fellázad az omajjád kormányzó, Naszr ibn Szajjar ellen, akit kiűz a székhelyéről.

## Születések
- Hui-kuo, kínai buddhista szerzetes

## Halálozások
- Saelred, essexi király

## Fordítás
- Ez a szócikk részben vagy egészben  a(z)   746 című angol Wikipédia-szócikk ezen változatának fordításán alapul.  Az eredeti cikk szerkesztőit annak laptörténete sorolja fel. Ez a jelzés csupán a megfogalmazás eredetét és a szerzői jogokat jelzi, nem szolgál a cikkben szereplő információk forrásmegjelöléseként.